# Silvana Holzmeister
Silvana Holzmeister é jornalista e escritora. Diretora editorial da revista L’Officiel Brasil e docente do Centro Universitário Belas Artes, em São Paulo, é autora dos livros Styling: guia básico (2012, Editora Estação das Letras e Cores) e O estranho na moda: a imagem dos anos 90 (2010, Editora Estação das Letras e Cores). Participou dos livros Corpo, moda e ética (2011, Editora Estação das Letras e Cores), André Lima – Coleção Moda Brasileira (2008, Editora Cosac & Naify). Moda Brasil: fragmentos de um vestir tropical (2001, Editora Anhembi Morumbi).

## Carreira
Com carreira eclética no jornalismo, Silvana Holzmeister iniciou sua trajetória no rádio, quando ainda era estudante de Jornalismo em sua cidade natal, Vitória/ES. Atuou na rádio FM Universitária, da Fundação Ceciliano Abel de Almeida (Universidade Federal do Espírito Santo) e AM na Rádio Gazeta (Rede Gazeta-ES). No início dos anos 1990, trabalhou como produtora, repórter e apresentadora cultural na TV Capixaba (afiliada Bandeirantes, em Vitória/ES). Na sequência, ingressou no Jornal A Gazeta, exercendo funções nas editorias de Cidades, Turismo e Cultura – foi editora de Cultura e Moda, tendo idealizado e editado o caderno semanal Estilo. Nesta época, passou a cobrir os eventos nacionais de moda, acompanhando o surgimento do calendário nacional da moda brasileira, primeiro com o Morumbi Fashion, embrião do São Paulo Fashion Week. Em 2003 e 2004, recebeu os prêmios Agulha de Ouro, pelo Sindicato das Indústrias de Confecção do Espírito Santo, na categoria Jornalismo de Moda.
Em 2006 participou da implantação da revista francesa L’Officiel, no Brasil, onde atuou como editora-chefe até 2011. Neste mesmo ano e até 2014, atuou como editora de projetos especiais na revista Vogue. Na sequência, participou da implantação da revista digital e interativa MOD, para tablets e idealizou a revista CAT, portal e edições impressas, especializada em moda e arte. Em 2018, retornou à redação de revistas femininas como editora de moda da Harper’s Bazaar, permanecendo no cargo até dezembro de 2020.
Curiosa e sempre atenta às tendências e uma das primeiras profissionais brasileiras a traçar conexões entre moda e sociedade, Silvana Holzmeister tem sido convidada a ministrar palestras, treinamentos e consultorias. Em 2002, sua atuação profissional a levou à sala de aula, em paralelo à atuação jornalística, em uma época em que começavam a ser criados os primeiros cursos de Moda no país. Criou e coordenou o curso de Design de Moda da Universidade Vila Velha, no Espírito Santo. Foi docente na graduação e pós-graduação de Moda da Fundação Armando Álvares Penteado (Faap) e pós-graduação em Styling no Senac-SP. Desde 2012, leciona no Centro Universitário Belas Artes e é professora-convidada na pós-graduação em Styling do Istituto Europeu de Design-SP.

## Formação
Graduação em Letras: Universidade Federal do Espírito Santo (Ufes); Graduação em Jornalismo: Universidade Federal do Espírito Santo (Ufes); Pós-Graduação em Moda e Comunicação: Universidade Anhembi-Morumbi; Mestrado Moda, Cultura e Arte: Centro Universitário Senac/SP.